# Неник, Фрэнсис
Фрэнсис Неник (нем. Francis Nenik; p. 1981) — литературный псевдоним немецкого писателя, эссеиста и переводчика. В немецкоязычной литературе его считают большим «незнакомцем». Он также работает фермером.

## Жизнь и литературная деятельность
Фрэнсис Неник вырос в деревне недалеко от Лейпцига. Изучал латынь, археологию и эстетику. В 2012 году был издан его дебютный роман XO — экспериментальная «книга в коробке» с разбросанными страницами в стиле Б. С. Джонсона The Unfortunates. В этом же году награждён Второй премией в конкурсе эссе литературного журнала Edit за Vom Wunder der doppelten Biografieführung.
Ach, bald crashen …, коллекция рассказов со строгими аллитерациями, вышла в свет в 2013. Его второй роман Münzgesteuerte Geschichte был опубликован Fiktion.cc, модельным проектом по сетевой литературе. Этот роман был опубликован параллельно на английском языке под названием Coin-Operated History. В 2016 году Фрэнсис Неник получил стипендию от Культурного фонда Свободного государства Саксония.
20 января 2017 года Фрэнсис Неник запустил долгосрочный литературный онлайн-проект Tagebuch eines Hilflosen (Дневник беспомощного человека), в котором он занимается сроком полномочий Дональда Трампа. В эссе Seven Palms с 2018 он подробно описывает историю дома, в котором Томас Манн жил со своей семьёй в американской ссылке с 1942 по 1952 год.
Многие тексты Неника публикуются под лицензией Creative Commons и поэтому могут быть прочитаны бесплатно.